# 球尾花
球尾花（学名：Lysimachia thyrsiflora）为报春花科珍珠菜属的植物。分布于日本、俄罗斯、朝鲜、北美、北半球温带、欧洲以及中国大陆的云南、山西、吉林、黑龙江、内蒙古等地，生长于海拔1,890米至1,900米的地区，常生于水甸子湿草地上，目前尚未由人工引种栽培。

## 别名
腋花珍珠菜（拉汉种子植物名称）